# Kumane (Novi Bečej)
Pour les articles homonymes, voir Kumane.
Kumane (en serbe cyrillique Кумане ; en hongrois : Kumán) est une localité de Serbie située dans la province autonome de Voïvodine. Elle fait partie de la municipalité de Novi Bečej dans le district du Banat central. Au recensement de 2011, elle comptait 3 291 habitants.
Kumane est officiellement classé parmi les villages de Serbie.

## Démographie

### Évolution historique de la population
| 1948  | 1953  | 1961  | 1971  | 1981  | 1991  | 2002  | 2011  |
| ----- | ----- | ----- | ----- | ----- | ----- | ----- | ----- |
| 5 201 | 5 288 | 5 233 | 4 778 | 4 321 | 4 068 | 3 814 | 3 291 |

|  |